# 血精液症
血精液症（英: hematospermia, haematospermia, hemospermia, haemospermia）とは精液中に血液が存在する状態であり、尿道狭窄(en:urethral stricture)、前立腺における感染症、先天性出血性疾患のような内科的疾患あるいは前立腺バイオプシーのような外科的処置が原因となることがある。多くは良性かつ突発的である。泌尿器科における症例の2%未満に血精液症が認められるが、その全数は不明である。
血精液症の患者は泌尿器科の専門医に医学的原因があるか否かの判断を仰ぐべきである。特発性の血精液症はテトラサイクリン投与や前立腺マッサージが行われることがある。